# وودنت تشينج آ ثينغ
«وودنت شينج آ ثينغ» (بالإنجليزية: Wouldn't Change a Thing)‏ هي أغنية للفنانة الأسترالية كايلي مينوغ، وسجلتها على ثاني ألبوماتها إنجوي يورسلف (1989). والأغنية من تأليف فريق ستوك أيتكين واترمان، وتم إصدارها في 24 يوليو 1989 من قبل شركة PWL للتسجيلات. وكانت ثاني أغنية منفردة تصدر من الألبوم.
من ناحية الموسيقى، فهذه الأغنية تشبه أغاني مينوغ المنفردة السابقة، والتي تقع ضمن إطار بوب الرقص، مع آلات كالإيتار ومجموعة الطبول والدف. كما حققت الأغنية نجاحا متوسطا على القوائم، ووصلت المراكز العشرين الأولى في بلدان مثل أستراليا وفنلندا وفرنسا والمملكة المتحدة، في اقتربت من المراكز العشرين في نيوزيلندا.
قامت مينوغ بتأدية الأغنية في معظم جولاتها بما في ذلك ديسكو إن دريم / ذا هيتمان رودشو، جولة إنجوي يورسيلف، جولة ريذم أوف لاف، جولة ليتس غيت تو إت، وكان آخر مرة أدت في الأغنية كانت في جولة أو أ نايت لايك ذيس. كما أدتها على برنامج تلفزيوني خاص بعنوان الجمهور مع كايلي (2001(.